# William Bundy
William Putnam « Bill » Bundy, né le 24 septembre 1917 à Boston et mort le 6 octobre 2000, est un avocat et analyste, notamment pour la CIA. Il est conseiller des affaires étrangères à la fois pour les présidents John F. Kennedy et Lyndon B. Johnson. Député adjoint pour Paul Nitze sous Kennedy et secrétaire d’État adjoint pour l'Asie orientale et le Pacifique sous Johnson, il joue également un rôle dans la planification de la guerre du Viêt Nam.

## Biographie

### Jeunesse
William Bundy est né en 1917 à Boston, ville du Massachusetts dans laquelle il grandit, élevé par une famille de longue tradition républicaine. Son père, Harvey Hollister Bundy, est notamment secrétaire d’État adjoint au colonel Henry L. Stimson avant de devenir son assistant spécial sur les questions atomiques sous Franklin Roosevelt,. Il a également contribué à la mise en œuvre du plan Marshall. William Bundy a un frère, McGeorge Bundy, de deux ans plus jeune.
Après avoir fréquenté la Groton School, William Bundy étudie à l'université Yale. Il y sera un des premiers présidents de l'Union politique de Yale et sera membre de la Skull and Bones, une société secrète de l'université. Il intègre par la suite la faculté de droit d'Harvard.
Pendant la Seconde Guerre mondiale, il quitte Harvard pour rejoindre l'armée américaine. En parallèle, il travaille à Bletchley Park en Grande-Bretagne dans le cadre d'une opération de renseignement secrète visant à décoder les messages nazis.

### Carrière professionnelle
Après avoir passé l'examen du barreau en 1947, Bundy rejoint le cabinet d'avocats Covington & Burling à Washington. En parallèle, il contribue au fonds de défense établit pour Alger Hiss, un avocat américain accusé d'être un espion russe. En 1953, le sénateur Joseph McCarthy révéla au grand public sa contribution de 400 dollars. Bundy explique cet engagement par le fait que Donald Hiss, le frère d'Alger, était un de ses collègues à Covington & Burling.
Bundy est recruté au début des années 1950 par la Central Intelligence Agency en tant qu'analyste et chef de cabinet pour le Bureau des estimations nationales. En 1960, Bundy prend congé de la CIA pour devenir directeur du personnel pour la Commission on National Goals d'Eisenhower. Pendant les années Kennedy, il est suppléant du secrétaire adjoint pour les Affaires de sécurité internationale, Paul Nitze, et travaille en parallèle pour le secrétaire d’État adjoint aux affaires asiatiques et du Pacifique.
Après l'élection du président Richard Nixon, il garde son rôle de conseiller sur le Viêt Nam et démissionne finalement du gouvernement en 1969 pour se tourner vers le milieu universitaire. Il est alors enseignant au Massachusetts Institute of Technology (MIT). En 1972, il s'installe à l'université de Princeton, dans laquelle il sera professeur le reste de sa vie.
Il édite la revue Foreign Affairs d'octobre 1972 à 1984 et est en parallèle membre du Council on Foreign Relations (CFR), un think tank non partisan américain. Bundy refusera une offre de David Rockefeller, alors président du CFR et souhaitant qu'il prenne sa place.
De 1975 à 1980, il est secrétaire général d'honneur du Groupe Bilderberg, un rassemblement annuel de personnalités politiques, diplomatiques et médiatiques essentiellement européennes et américaines,.
Son travail le plus notable est publié deux avant sa mort, en 1998 : The Making of Foreign Policy in the Nixon Presidency. Ses publications résident à la bibliothèque Seeley G. Mudd de l'université de Princeton.

### Anecdotes
Son frère, McGeorge Bundy, né en 1919 et mort en 1996, fréquentera également l'université Yale et sera membre de la Skull and Bones. Après avoir participé au CFR, il est conseiller à la sécurité nationale de 1961 à 1966, sous les administrations de Kennedy et de Johnson.
William Bundy est considéré politiquement à gauche de son frère. En 1989, il évoque la guerre du Viêt Nam et reconnait la complexité de la prise de décision des présidents, déclarant : « En un mot, mon sentiment actuel est que c'est une tragédie qui devait arriver, mais qui s'est aggravé au fil du temps à cause d'innombrables erreurs auxquelles j'ai notamment participé ». En 1993, Thomas L. Hugues, membre du gouvernement américain au moment de la guerre du vietnam déclare cependant que si William Bundy s'était opposé à cette guerre, « cela aurait fait toute la différence ». Des protestataires à la guerre du Vietnam le considèrent cependant comme un « menteur » et un « meurtrier ».
Il est marié à Mary Acheson, la fille de Dean Acheson, secrétaire d'État de l'administration Truman. Ensemble, ils ont trois enfants, Michael, Christopher et Carol.